# Vitigudino
Vitigudino là một đô thị ở tỉnh Salamanca, tây Tây Ban Nha, thuộc cộng đồng tự trị Castile-Leon. Đô thị này có cự ly 67 kilômét so với thành phố tỉnh lỵ Salamanca và có dân số 2899 người (năm 2008).
Đô thị này có diện tích 52.33 km².
Đô thị này nằm ở khu vực có độ cao 769 mét trên mực nước biển.
Mã số bưu chính là 37210.